# Antoni Orłowski
Antoni Orłowski, ps. „Krogulec”, „Fortunat” (ur. 1 lipca 1869 w Łęczycy, zm. 1 listopada 1921 w Warszawie) – polski dziennikarz, wydawca, humorysta i satyryk.

## Życiorys
Urodził się w 1869 i był synem lekarza wojskowego. Pochodził z Łęczycy i już w czasie nauki szkolnej dał się poznać z talentu poetyckiego. Potem kształcił się w Warszawie i w Charkowie.
Współpracował z prasą warszawską, petersburską i krakowską („Nowa Reforma”). Od 1902 wydawał tygodnik podróżniczo-naukowy dla dorosłej młodzieży „Naokoło świata”, później wraz z Władysławem Buchnerem (ps. „Ner-Buch“) tygodnik humorystyczny „Mucha“ (wydawany od 1887), z którym był związany od 1889 do końca życia. W ostatnim z tych pism atakowano humorem władze zaborczego, co skutkowało prześladowaniami ze strony rosyjskiej.
W swoich utworach wyszydzał ułomności moralne i wady społeczeństwa polskiego. Napisał m.in. Bismarcka w satyrze (1898), Przewodnik po Warszawie (1900), krotochwile Protest Strukczaszego (1898) i Sienkiewicz w Koziegłowach (1901) oraz zbór satyr Rok pierwszy konstytucji (1907). Był autorem czterotomowej Encyklopedii humoru i satyry polskiej (1915).
Autor znanego wiersza erotycznego Mrówki, będącego parodią „Pana Tadeusza” Adama Mickiewicza rozwijającego epizod Telimeny i Tadeusza w Świątyni dumania z księgi V i czasami zaliczanego do XIII Księgi Pana Tadeusza.
W 1906 po zawieszeniu jego czasopisma „Kukułka” został skazany na zesłanie i zmuszony wyjechać z Warszawy. Podobnie podczas I wojny światowej przebywał na tułaczce po ziemi rosyjskiej.
Zmarł 1 lipca 1921 w Warszawie. Został pochowany na cmentarzu Powązkowskim w Warszawie